# 関根光才
関根 光才（せきね こうさい、1976年 - ）は、日本の映像ディレクター。

## 人物
映像作家、映画監督。東京生まれ、上智大学文学部哲学科卒業。父は現代美術作家として「もの派」を牽引した関根伸夫。
長編映画や短編映画、広告映像、ミュージックビデオ、アートインスタレーション作品など多岐に渡るジャンルの映像作品を監督・制作している。広告映像制作会社勤務時代に、初監督作品である短編映画「RIGHT PLACE」を発表。同作品が海外の映画賞を受賞したことでデビューを果たす。その後、Young Directors Award ３部門でのグランプリを受賞、活動の幅を海外に拡げる。国内外の多数のCMを監督し、Cannes Lions（カンヌ国際広告祭） でのグランプリやD&AD でのブラックペンシル 、ONE SHOW やNew York Festival での金賞受賞など、特に国際的なクリエイティブアワードで受賞を果たし、D&AD審査員も務める。
また、安室奈美恵、Mr. Children、奥田民生、AKB48といったアーティストのミュージックビデオを監督。
2018年には長編映画初監督脚本作品「生きてるだけで、愛。」（原作：本谷有希子）が公開され、新藤兼人賞 銀賞を受賞。また同年、ドキュメンタリー長編映画初監督作品「太陽の塔」も公開され、以降は映画監督としても活動している。
2024年、監督脚本を担当した長編映画「かくしごと」（原作：北國浩二「嘘」）が公開。同年発表したドキュメンタリー映画「燃えるドレスを紡いで」は、米トライベッカ映画祭でHuman/Nature Awardを受賞。
2025年には長編映画「フロントライン」が公開。
社会問題を扱う作家としても活動しており、社会的アート集団 NOddIN（ノディン）では、インディペンデントに制作した原発問題、反戦、難民問題についての短編作品などを発表している。2022年には、国連UNHCR協会と共同で難民についての詩を朗読する映像劇「リスト：彼らが手にしていたもの（原題：What They Took With Them: a List）」を公開した。
俳優やミュージシャン、文化人らと、投票率をあげるための動画プロジェクト「投票はあなたの声」を制作したVOICE PROJECTの共同発起人。同映像は、YOUTUBE WORKS AWARDS JAPAN 2022 のグランプリを受賞している。
公益財団法人 岡本太郎記念現代芸術振興財団 評議員。

## 主な作品

### 長編映画
- 生きてるだけで、愛。（2018年）
- かくしごと（2024年6月7日）[8]
- フロントライン （2025年６月公開）

### 長編ドキュメンタリー映画
- 太陽の塔（2018年）
- 燃えるドレスを紡いで（2024年）

### 短編映画
- BUNGO〜ささやかな欲望〜 「鮨」（岡本かの子原作 出演：橋本愛、リリー・フランキー、市川実日子）KADOKAWA
- 短編映画「TOWER OF ANGER」（NOddIN）
- 短編映画「Nighthawks in Bangkok」
- 短編映画「RIGHT PLACE」
- グランドシネマサンシャイン開業記念IMAXショートフィルム「TRANSPHERE」[9]
- 仕立て屋のサーカス「Cut The Fish」
- Amazon Music - Music 4 Cinema「彼女が夢から覚めるまで」（出演：菅原小春、森山未來）
- 国連UNHCR協会 詩の朗読フィルム「リスト：彼らが手にしていたもの」[10]

### 短編ドキュメンタリー映画
- ドキュメンタリー短編映画「IVAN IVAN」（NOddIN）
- ドキュメンタリー短編映画「8.14,2330 ー最後の空襲、熊谷ー」（NOddIN）
- ドキュメンタリー短編映画「INVISIBLE」（NOddIN）

### インスタレーションアート
- 「Synchronized Drops」（Space Shower TV）
- 「怒りに対する考察」（NOddIN）
- 「Panta Rhei」（Glassloft 10）
- 「Sea, See, She - まだ見ぬ君へ（演出）」（制作 evala / See by Your Ears）

### ミュージックビデオ
- Young Juvenile Youth「Animation」
- The fin.「NIGHT TIME」
- Mr.Children「足音〜Be Strong」
- 奥田民生「風は西から」
- AKB48「恋するフォーチュンクッキー」
- 安室奈美恵「NAKED」「Tempest」
- Jemapur「Maledict Car」

### コマーシャル
- SONY global CM
- EPSON
- KIRIN
- SUNTORY Maker's Mark
- Apple Music
- ハーゲンダッツ
- TOYOTA  Hybrid Harrier「Message from H.H.」シリーズ
- HONDA  Sound of Honda - Internavi「Ayrton Senna 1989」
- Nike  Japan FREE RUN ＋「Nike Music Shoe」
- ライフカード ショートフィルム「Here, my Life」
- Adidas  Originals UK「Split Up Service」
- 資生堂 HAKUシリーズ
- FUJI XEROX  企業広告シリーズ

## 主な受賞
- カンヌ国際広告祭 ヤングディレクターズアワード・グランプリ
- カンヌ国際広告祭 Cannes Lions Titanium・グランプリ（Sound of Honda - Ayrton Senna 1989）
- D&AD ブラックペンシル（Sound of Honda - Ayrton Senna 1989）
- ニューヨークフェスティバル 金賞（RIGHT PLACE）
- ニューヨーク国際短編映画祭 最優秀外国語映画賞（RIGHT PLACE）
- ONE SHOW 金賞（Maledict Car）
- 第23回新藤兼人賞 銀賞[11]
- 第13回KINOTAYO現代日本映画祭審査委員賞（「生きてるだけで、愛。」）[12]
- 文化庁メディア芸術祭エンターテイメント部門大賞（Sound of Honda - Ayrton Senna 1989）
- 文化庁メディア芸術祭アート部門優秀賞（Sea, See, She - まだ見ぬ君へ）
- CICLOPE Asia グランプリ（TRANSPHERE）
- 第28回日本映画プロフェッショナル大賞新人監督賞（「生きてるだけで、愛。」「太陽の塔」）
- トライベッカ映画祭 Human/Nature Award（「燃えるドレスを紡いで」）